# فردریک گینالی
فردریک گینالی (آلبانیایی: Frederik Gjinali؛ زادهٔ ۲۹ ژوئیهٔ ۱۹۴۲) بازیکن فوتبال اهل آلبانی بود.
از باشگاه‌هایی که در آن بازی کرده‌است می‌توان به باشگاه فوتبال دینامو تیرانا اشاره کرد.
وی همچنین در تیم ملی فوتبال آلبانی بازی کرده‌است.